# Amfibool

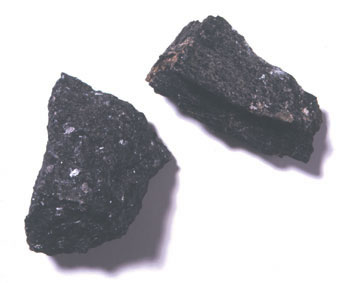

De groep mineralen die deel uitmaken van de amfibolen zijn alle inosilicaten opgebouwd uit dubbele ketens van silicatetraëders. Het verschil met de pyroxenen is de hoek tussen de belangrijkste assen. Bij pyroxeen is die 90°, bij amfibool ongeveer 120°.

## Eigenschappen
Amfibolen zijn orthorombische of monokliene mineralen met een gemiddelde dichtheid van 3–3,5 en een hardheid van 5–6. Vier soorten vallen onder de noemer asbest en zijn verwerkt in zeer uiteenlopende materialen vanwege een hoge slijtvastheid en bestendigheid. Bij bewerking kunnen echter vezels vrijkomen die schadelijk zijn als ze worden ingeademd.

## Naam
De naam van het mineraal amfibool is afgeleid van het Griekse amfibolos, dat "dubbelzinnig" betekent. Het werd voor het eerst gebruikt door René Just Haüy om de amfibolen tremoliet, actinoliet, en hoornblende te benoemen. Sindsdien is de term voor de hele groep van toepassing.

### De groep der amfibolen
Orthorombisch
- Anthofylliet (gele asbest) - (Mg,Fe)7Si8O22(OH)2

Monoklien
- Tremoliet (grijze asbest) - Ca2Mg5Si8O22(OH)2
- Actinoliet (groene asbest) - Ca2(Mg,Fe)5Si8O22(OH)2
- Cummingtoniet - Fe2Mg5Si8O22(OH)2
- Gruneriet - Fe7Si8O22(OH)2
- Hoornblende - Ca2(Mg,Fe,Al)5(Al,Si)8O22(OH)2
- Glaucofaan - Na2(Mg,Fe)3Al2Si8O22(OH)2
- Riebeckiet - Na2Fe2+3Fe3+2Si8O22(OH)2
- Arfvedsoniet - Na3Fe2+4Fe3+Si8O22(OH)2
- Crocidoliet (blauwe asbest)- NaFe2+3Fe3+2Si8O22(OH)2
- Richteriet - Na2Ca(Mg,Fe)5Si8O22(OH)2
- Kaersutiet - NaCa2Mg4Ti(Si6Al2O23)(OH)2
- Pargasiet - NaCa2Mg3Fe2+Si6Al3O22(OH)2
- Edeniet - NaCa2Mg5Si7AlO22(OH)2
- Hastingsiet - NaCa2Fe2+4Fe3+(Si6Al2O22)(OH)2

## Voorkomen
Amfibolen zijn zeer veel voorkomende mineralen in zowel felsische als mafische stollingsgesteenten en in metamorfe gesteenten.